# Al-Maniya
Al-Maniya, en arabe : المانیا, est un village du gouvernorat de Bethléem en Palestine, situé à 8,6 km au sud-est de Bethléem, en Cisjordanie.
Selon le recensement du bureau central palestinien des statistiques, la localité compte une population de 1 346 habitants en 2017.